# Волконский, Михаил Дмитриевич
Князь Михаил Дмитриевич Волконский (7 (19) ноября 1811 — 8 (20) января 1875) — адъютант великого князя, флигель-адъютант, генерал-майор, участник обороны Севастополя, писатель.
Рюрикович, из 2-й ветви княжеского рода Волконских.

## Биография
Старший сын генерал-лейтенанта и сенатора князя Дмитрия Михайловича Волконского (1769—1835) от его брака с княжной Натальей Алексеевной Мусиной-Пушкиной (1784—1829). Имел брата князя Алексея Дмитриевича (1812—1823).
Получил домашнее воспитание. Прапорщик, инженер путей сообщения (04 июля 1828). Подпоручик (02 июля 1829), поручик (19 июня 1830). Переведён в лейб-гвардии Павловский полк в чине подпоручика (01 декабря 1834), поручик в том же полку (06 декабря 1835). Пожалован в штабс-капитаны (21 сентября 1839). Адъютант великого князя Михаила Павловича (26 марта 1842). Капитан (26 марта 1844). Произведён в полковники (11 апреля 1848). Флигель-адъютант (19 сентября 1849). Командир Муромского пехотного полка (1855). Пожалован в генерал-майоры (26 августа 1856), участвовал в Крымской компании (1853-1856).
После смерти отца вступил во владение имением Андреевское в селе Марьине Мологского уезда, где после отставки жил постоянно. В селе им была открыта сельская школа, которая работает до сих пор. В 1860 году на свои средства Волконский открыл в имении еще и церковно-приходскую школу, а на берегу речки Ильдь построил водяную мельницу. В начале 60-х годов построил по методу Финглера винокуренный завод, но в ноябре 1865 года завод по неосторожности сгорел. С 1840 года был действительным членом Императорского Высшего Экономического Общества.
По словам графа С. Д. Шереметева, Волконский был «необыкновенный оригинал и автор книжечки под заглавием «Дарьюшка странница». Он немного юродствовал, но был искренно богомолен и человек вполне православный. Ревность его к церкви заставляла его терять хладнокровие с духовенством, а нрава он был крутого и вспыльчивого». Известен также как автор «Записок паломника» (СПб., 1861).
Умер в январе 1875 года, похоронен в родовой усыпальнице в Новодевичьем монастыре в Москве.

## Семья
Жена  —  графиня Анна Ивановна Паскевич-Эриванская (1822—18.11.1901), фрейлина двора (1837),  дочь фельдмаршала светлейшего князя Ивана Фёдоровича Варшавского от его брака с Елизаветой Алексеевной Грибоедовой. Брак её был неудачным. Жила постоянно во Франции вдали от мужа и дочери, где её был серьезно увлечен барон Шарль Де-Бер. Умерла в Париже от воспаления легких, похоронена на кладбище Пер-Лашез. Позже перезахоронена, согласно завещанию, рядом с родителями в гомельской фамильной часовне-усыпальнице.
Дочь:
- Елизавета Михайловна (1843—1921), воспитывалась в Смольном институте, который окончила в 1860 году с серебряной медалью. После жила у родного своего дяди князя Ф. И. Паскевича и состояла фрейлиной двора (08.09.1862). С 29 апреля 1864 года жена князя Анатолия Александровича Куракина. В 1865 году согласно дарственной отца она стала наследницей всех его владений.